# Ángel Alcázar de Velasco
Ángel Alcázar de Velasco   (Mondéjar, 9 d'octubre de 1909 - Madrid, 2001) va ser un torero, falangista, periodista i espia espanyol.
D'origen humil, va aconseguir llicenciar-se en Filosofia i Lletres per la Universitat de Salamanca el 1932. Falangista de primera hora, el 1934 va ser condecorat amb la Palma de Plata per José Antonio Primo de Rivera. Durant aquests anys va començar a exercir el periodisme en la premsa falangista i el diari La Nación, viatjant com a corresponsal entre altres llocs a la guerra d'Abissínia, on va conèixer, sempre segons les seves memòries, a l'alemany Wilhelm Oberbeil, qui l'introduiria en l'Abwehr (el servei secret alemany) a Berlín el 1935.
L'esclat de la guerra civil espanyola el va agafar pres a la presó de Larrinaga, a Bilbao, d'on va aconseguir escapolir-se. Acabada la guerra civil, va treballar per als serveis secrets alemanys durant la Segona Guerra Mundial.

## Paper en la Falange
Falangista convençut, comença la seva marxa el 1934, quan és enviat a la revolució d'Astúries en qualitat d'informador; el que li va valer ser condecorat amb la Palma de Plata pel mateix José Antonio Primo de Rivera. Durant aquests anys també és important ressaltar la seva labor com a periodista en premsa falangista i en el diari La Nación. Va ser empresonat a la presó de Larrinaga (Bilbao) per delictes contra la II República com per la seva tasca de pistoler de la Falange. Allí és des d'on viu l'aixecament de l'exèrcit revoltat el 18 de juliol de 1936.
Quan l'anaven a traslladar, s'escapoleix de la presó fugint a zona nacional, on es posa a les ordres del Cap Nacional de Premsa Cadenas, tornant a exercir el periodisme. El 1937 viatja a Salamanca com a corresponsal en el front per a una entrevista amb Manuel Hedilla, Cap Nacional de la Falange, qui tractava d'aconseguir suports enfront d'aquells que se sentien amb més drets per haver estat més propers a José Antonio Primo de Rivera. La situació a Salamanca havia dividit la Falange en dos, els partidaris d'Hedilla, recolzats pels alemanys i el que comandaven Agustín Aznar, Sancho Dávila i Rafael Garcerán. A més des de la caserna general de Franco s'insta a rumors per destruir i desprestigiar ambdues faccions, per a després, més tard acudir com a salvadors. Segons conta en les seves memòries Alcázar de Velasco, això ho intueix i per això proposa, almenys en dues ocasions, l'assassinat de Franco.
Dies més tard es produeix una topada en la qual van morir dos falangistes i Francisco Franco passa a ocupar el comandament superior nomenat per la Caserna General amb la finalitat d'unificar el bàndol Nacional i evitar una guerra interna. Alcázar és detingut per la participació en els fets, jutjat per “rebel·lió militar” i condemnat a cadena perpètua.
Després de passar per diverses presons, acaba al Fuerte San Cristóbal, Pamplona. Allí es va veure embolicat en una de les majors fugues de presos republicans de la Guerra Civil, de la qual surt victoriós, ja que fuig a Pamplona per donar avís. Així se li va reduir la pena a tan sols dos anys.
El gener de 1940 el nomenen cap de premsa de l'Institut d'Estudis Polítics a Madrid gràcies a la seva amistat amb Ramón Serrano Suñer. Alcázar decideix parlar amb l'ambaixador britànic Samuel Hoare, presentant-se com un falangista radical antifranquista amb idees contràries al règim de Franco, així a l'estiu de 1940 viatja en persona a Londres, on va arribar en qualitat d'agregat de premsa a l'ambaixada espanyola a Londres.

## Col·laboració amb l'Alemanya Nazi
El gener de 1940 coneix Oberbeil, gràcies a la seva amistat amb Ramón Serrano Suñer, qui li proposa anar a Londres en qualitat d'espia del servei d'intel·ligència alemany Abwehr. Mentre un altre espanyol, Miguel Piernavieja, des de Londres s'encarrega d'emetre informes per als alemanys, Alcázar de Velasco creava una xarxa d'espionatge a Espanya. El seu paper principal en aquesta contesa era la informació del pas de vaixells britànics, d'aconseguir informació d'empleats de les ambaixades angleses i, finalment, d'un pla per volar el penyal de Gibraltar, pel que va viatjar a Espanya el mateix almirall Canaris.
Piernavieja és destituït del seu càrrec a causa de la seva mala vida i enviat a la Divisió Blava. Alcázar, conta en les seves memòries, com a les nits es dedicava a visitar els llocs de Londres bombardejats i donar comptes als alemanys per a posteriors atacs, així com d'organitzar guerrilles antifranquistes per enviar-les a Espanya. Tanmateix, l'ambaixada espanyola de Londres no tenia grans mesures de seguretat pel que la majoria de les informacions eren interceptades per l'MI5, servei d'intel·ligència britànic.
A la tardor d'aquest mateix any, Alcázar contacta amb Charles de Gaulle com a part de l'Abwehr, en una missió que consistia a fer-li arribar diversos milions de lliures per a la causa de la França Lliure i així devaluar la moneda britànica.
En les seves memòries, Alcázar de Velasco mostra la seva pròpia visió sobre la contesa mundial i el seu caràcter esotèric: un enfrontament entre els poders ocults del Wel, representats pels nazis, que defensaven la civilització europea enfront del “Gran Kahal” jueu. Es tracta d'una personalitat profundament antisemita, que pensa que tant els aliats com els soviètics formen part de la conspiració jueva internacional.
Al març de 1941, Alcázar comença a treballar per a Walter Schellenberg, cap de l'espionatge de les Schutzstaffel, l'RSHA. Així es va veure involucrat en l'Operació Willi, en la qual la gent de Walter Schellenberg va intentar segrestar al duc de Windsor a Portugal.
El 1944 va viatjar a Alemanya on es posa al servei de la SS de nou i ajudarà a la depuració de l'Abwehr, després del seu recent desmantellament a causa del cas Solf (Solf Kreis) en febrer d'aquest mateix any. A Berlín romandrà fins a la fi de la Segona Guerra Mundial, segons les seves memòries, en el búnquer de la Cancelleria fins al 24 d'abril de 1945, data en la qual aconsegueix escapar a Suïssa i ser repatriat a Espanya, on va seguir treballant per als nazis, ajudant a fugir d'Alemanya diversos dirigents nazis.

## Xarxa Tõ
Va ser després de la tornada a Madrid d'Ángel Alcázar quan aquest començaria a treballar per als japonesos en el que seria el seu projecte d'espionatge més ambiciós: la xarxa Tô.
Japó necessitava desesperadament aconseguir informació aliada, per la qual cosa en pocs dies des de la seva tornada a Madrid, a principis de gener, Alcázar va començar a treballar per a ells. Davant la falta de temps i les recomanacions de Serrano, van veure en Alcázar l'home que necessitaven, ja que el coneixien quan el 1941 va captar espies a Amèrica Llatina per al Japó. És aquí quan Alcázar comença a enviar els informes sota el títol de “Xarxa Tō”.
Les xarxes d'espionatge japonès als Estats Units eren desmantellades i les alemanyes no corrien millor sort, als japonesos els calia tenir agents que els mantinguessin informats, sobretot als Estats Units. D'aquesta forma Serrano els proposa que emprin Alcázar, cosa que fan, aprofitant la seva xarxa d'espionatge a Londres i la posterior creació d'una als Estats Units, on ja tenia diversos agents provinents de cercles feixistes clandestins.
La xarxa Tō ràpidament va començar a funcionar en la creació d'informació, generant més informació que cap altra xarxa d'espionatge als Estats Units. És important destacar que, encara que va ser la major en quantitat, no ho va anar en qualitat. La qualitat de la informació que Alcázar venia als japonesos i als Alemanys (és primordial saber que no havia deixat de treballar per a aquests últims) deixava molt a desitjar, sent en moltes ocasions pròpies invencions d'Alcázar. Encara amb aquests inconvenients els japonesos semblaven no adonar-se'n, i en cas de fer-ho preferien seguir rebent informació, una informació de la qual els americans estaven al corrent gairebé al complet.
Com revelarien els americans després de la victòria aliada, sempre van estar al corrent dels moviments d'Alcázar, al que infravaloravean com a espia. La informació codificada manejada pels japonesos, com deixen veure en les revelacions dels “Magic Summaries”, va poder ser descodificada pels americans amb relativa facilitat i des del principi del conflicte gràcies a l'adquisició dels codis.
La xarxa Tõ es va compondre, segons les memòries d'Alcázar, per vint-i-un agents. Això ha estat sovint objecte de controvèrsia d'alguns autors que consideren aquesta quantitat una mera invenció mentre altres creuen en la possibilitat que tots existissin.
Però l'alarma nipona saltaria amb una suposada informació per part d'Alcázar que indicava que s'havia desenvolupat un intent de concertar la pau amb els Estats Units sense tenir en compte als japonesos. Els japonesos alarmats van contrastar la informació preguntant a un dels presumptes participants com Joachim von Ribbentrop, que van desmentir haver tingut cap d'aquestes trobades. La resposta del Japó va ser de crispació, de manera que Suñer i, sobretot, Alcázar perdrien tota la seva credibilitat al Japó. El cas estrany és que encara amb aquesta situació Japó continuava comprant informació a Espanya, se suposa que per l'extrema necessitat d'informació sobre l'enemic i la falta de recursos per adquirir-la per altres vies. El motiu de l'engany havia estat intentar aconseguir que el Japó hagués atacat Rússia, canviant possiblement, el curs de la Segona Guerra Mundial.
Els japonesos van continuar comprant informació a Alcázar, que no era ja més que uns mentiders per a ells, fins al final del conflicte.

## Activitat després de la guerra
A partir de la fi de la Segona Guerra Mundial es dedica bàsicament a exercir el periodisme. Treballà en el diari La Tarde, com a corresponsal a París i Buenos Aires, com a director del suplement literari d'un periòdic mexicà, com enviat especial d'una agència francesa per tot el món i, finalment, per a la premsa franquista. Encara que, segons conta en les seves memòries, no abandona l'espionatge fins a 1958.
Segons la seva esquela, Ángel Alcázar de Velasco va morir al maig de 2001, als 92 anys, en la localitat madrilenya de Galapagar.

## Obres
- Martín Borman did not die in Berlin: I took him to South América, París, 1960.
- Los 7 días de Salamanca Ed. G. Del Toro, Madrid, 1976.
- Memorias de un agente secreto, Ed Plaza & Janés, Barcelona, 1979.